# Biserica de lemn „Sf. Nicolae” din Sânbenedic

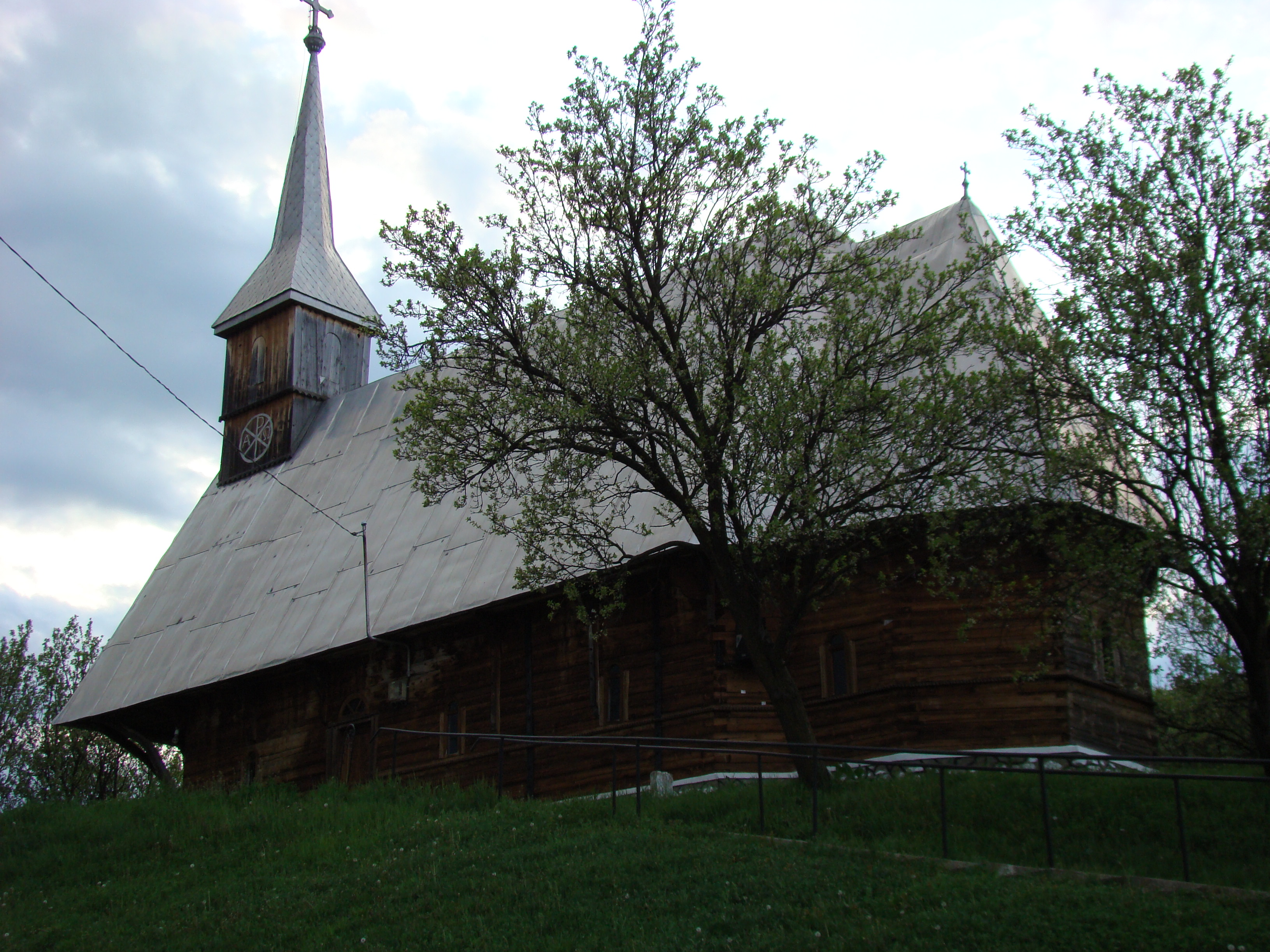
Biserica de lemn „Sfântul Nicolae” din Sânbenedic

Biserica de lemn „Sfântul Nicolae" din Sânbenedic, comuna Fărău, județul Alba, datează de la începutul secolului al XVIII-lea. Biserica se află pe noua listă a monumentelor istorice cu cod LMI AB-II-a-A-00316.

## Istoric și trăsături
Biserica este cea mai veche din regiune. Anul 1730, săpat pe spatele ancadramentului de pe latura de sud, reprezintă anul unei reparații, în timp ce inscripția „1773 această biserică o făcut meșterii Ion Acslea și Marian...” nu reprezintă decât o amplificare spre vest, cu un metru, a întregului ansamblu. Aceeași refacere a cuprins și refacerea bolții, peste pronaos, ca și deschiderile, marcate cu baluștri sculptați,dintre naos și pronaos. Monumentul are plan dreptunghiular, cu absida decroșată, poligonală, cu cinci laturi. În interior fiecare compartiment are o boltă semicilindrică, cea din absidă fiind racordată prin trei fâșii curbe la planul pereților. Ca urmare a modificărilor, bolta pronaosului, cu fâșii curbe spre vest, prezintă o retragere de o jumătate de metru de la planul pereților. Din sistemul de construcție se mai remarcă prelungirea în afară a capetelor temeliei și perechile de console, crestate cu profile diferite. Ca decorațiuni există un brâu în frânghie, puternic profilat, ce petrece mijlocul pereților, cu același motiv fiind decorat și ancadramentul intrării de pe latura de sud. Starea de conservare a picturii a îngreunat o analiză, dar este cert că aici au lucrat meșterul zugrav Iacov, fiul său Popa Nicolae, în timp ce Porfirie Șarlea din Feisa a repictat altarul, în 1861.
Biserica, degradată, a trecut de curând prin ample lucrări de reparații, inclusiv fundație și acoperiș, iar pictura veche a fost înlocuită cu pictură nouă, realizată de aceeași echipă care a lucrat și la biserica din Cisteiu de Mureș.

## Imagini

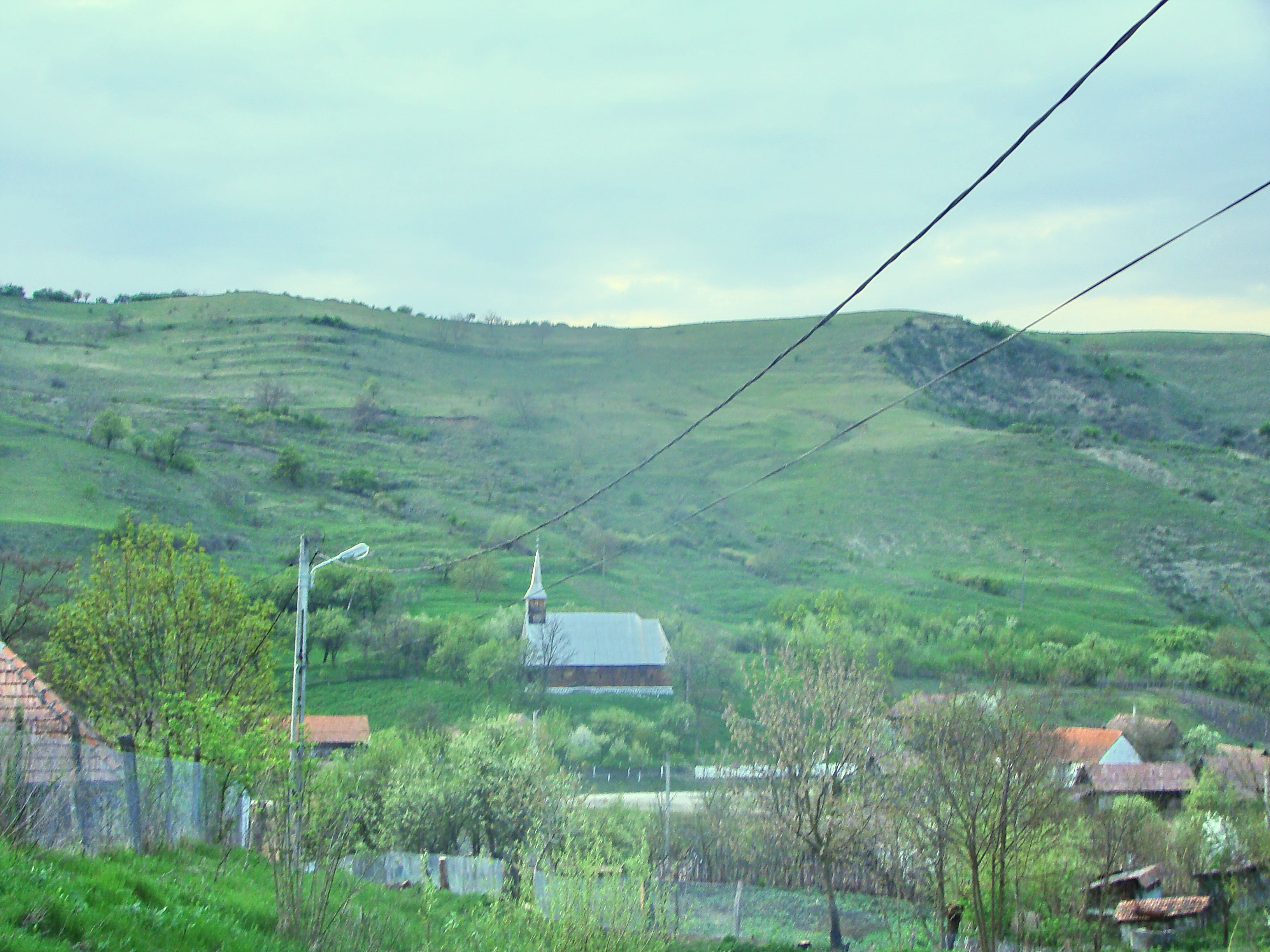
Biserica, la capăt de sat
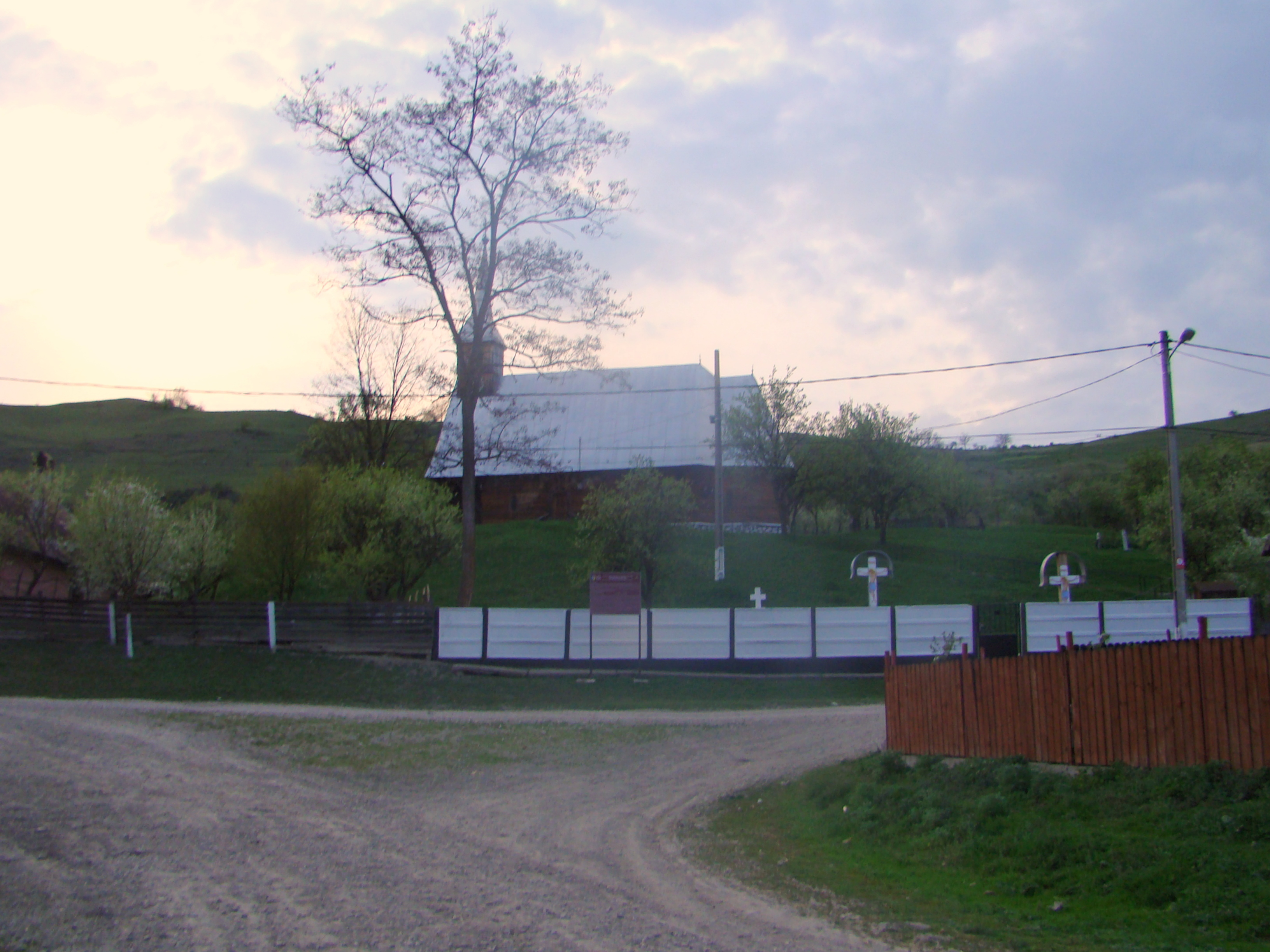
Drumul spre biserică
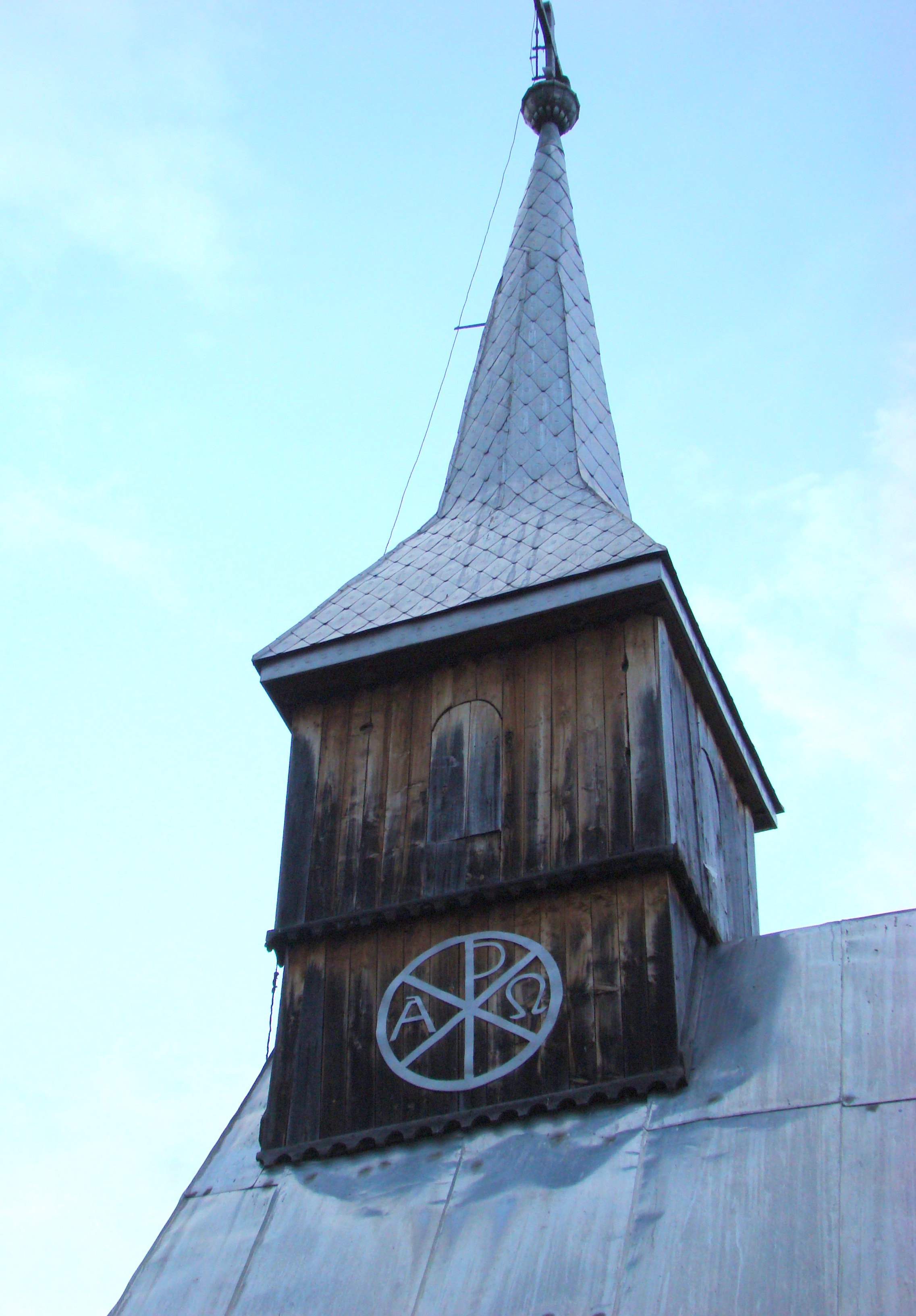
Vedere laterală a turnului
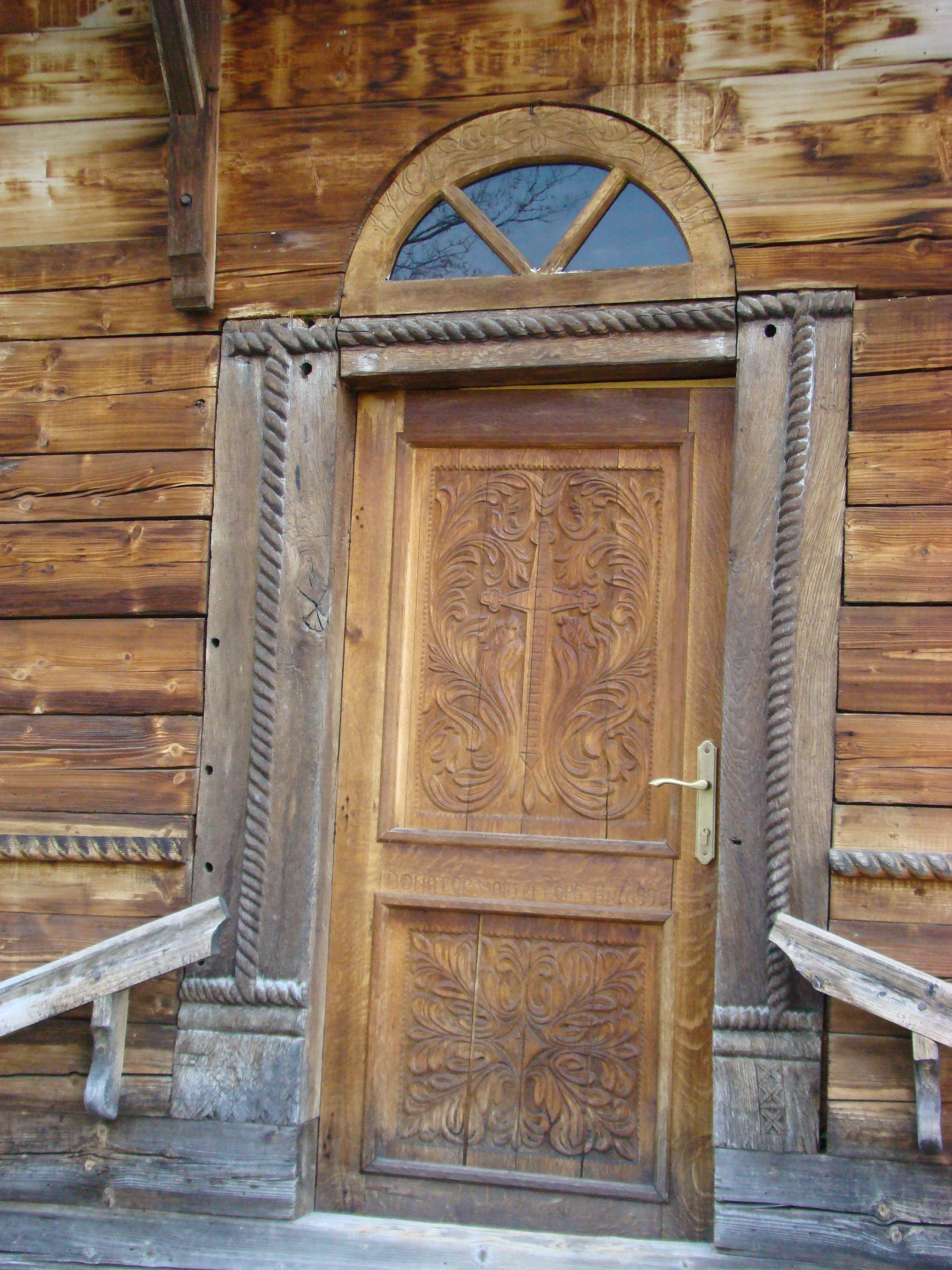
Intrarea în biserică
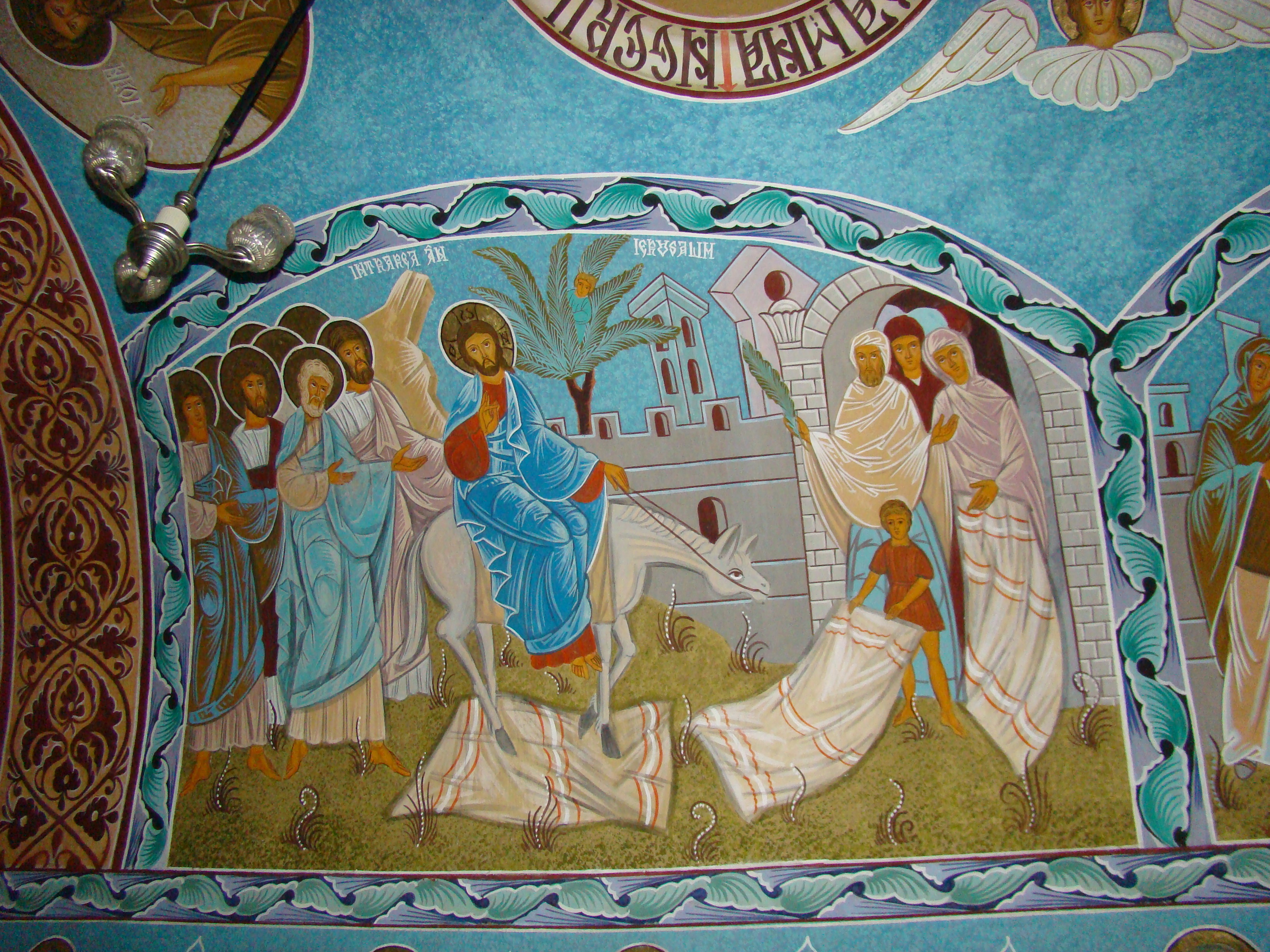
Detaliu pictură
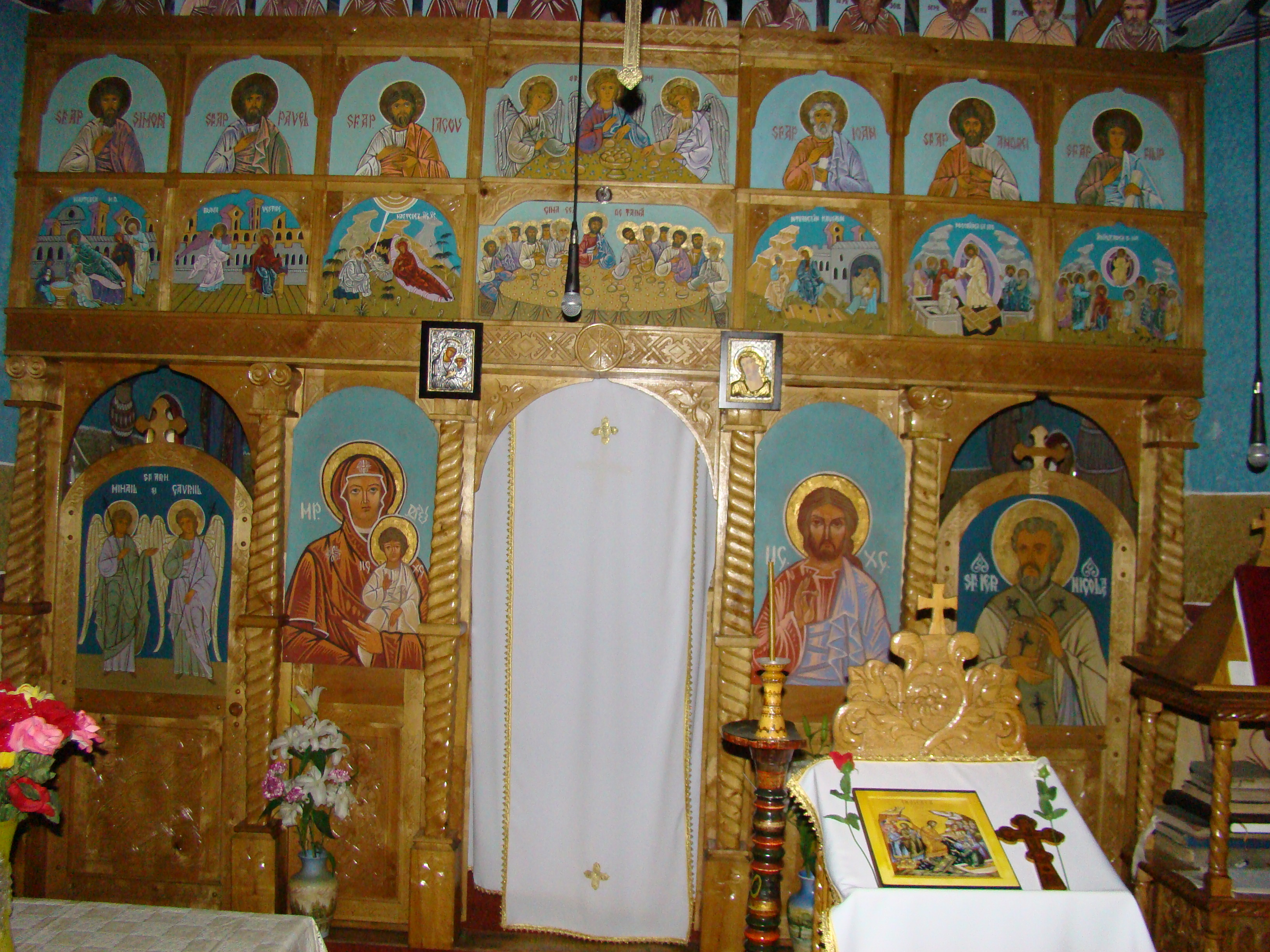
Uşile împărăteşti
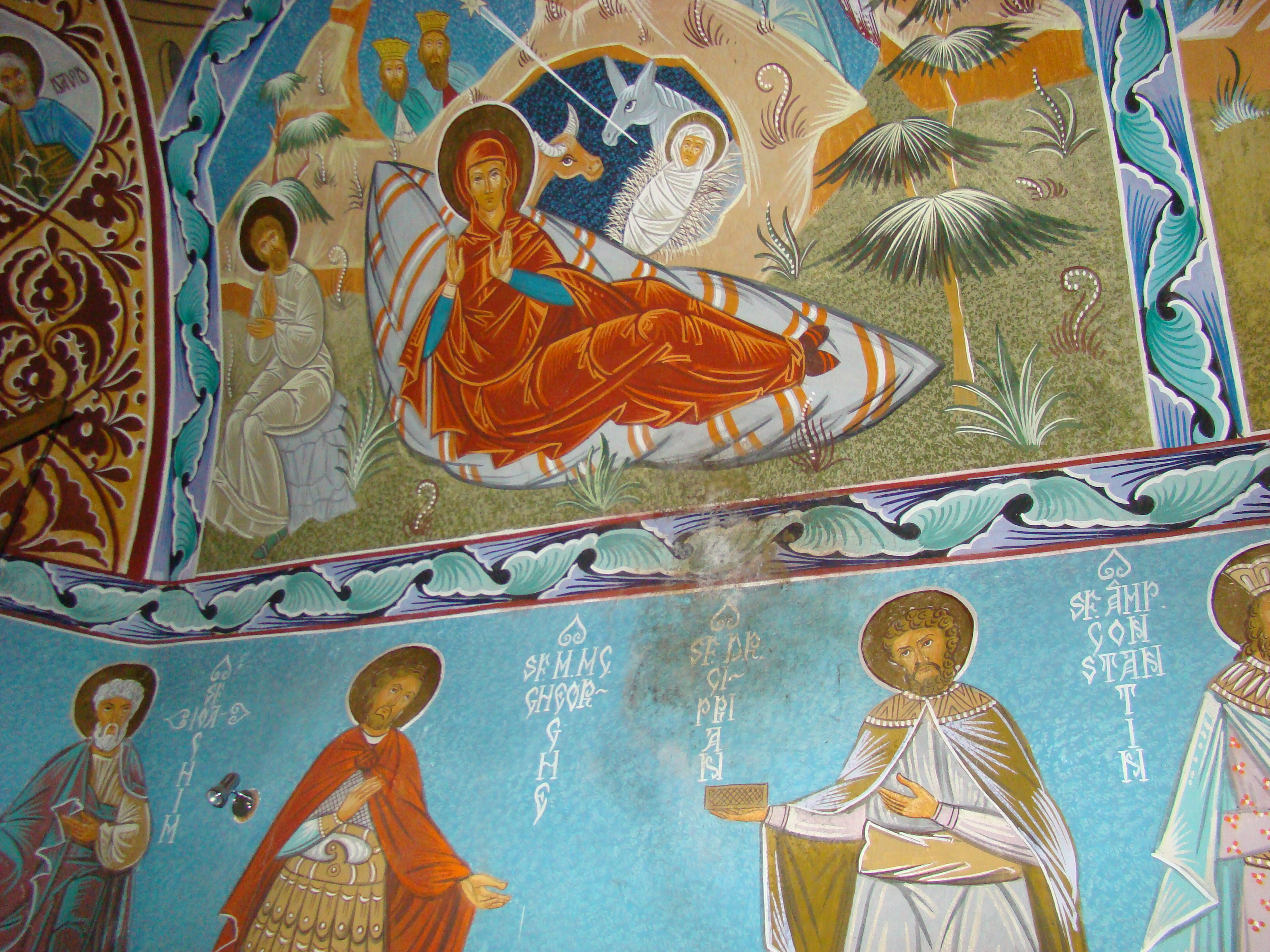
Detaliu pictură
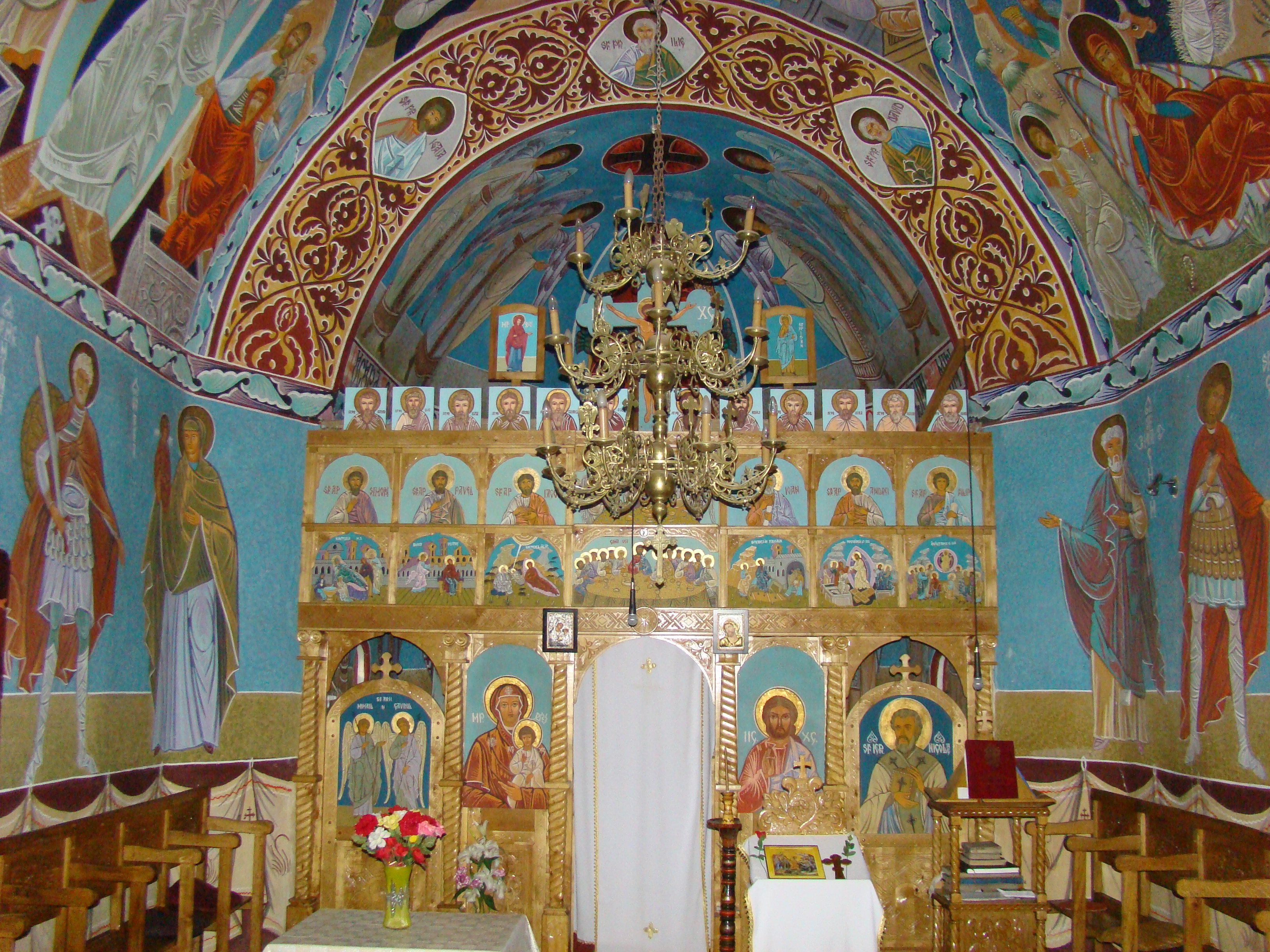
Vedere din naos spre iconostas
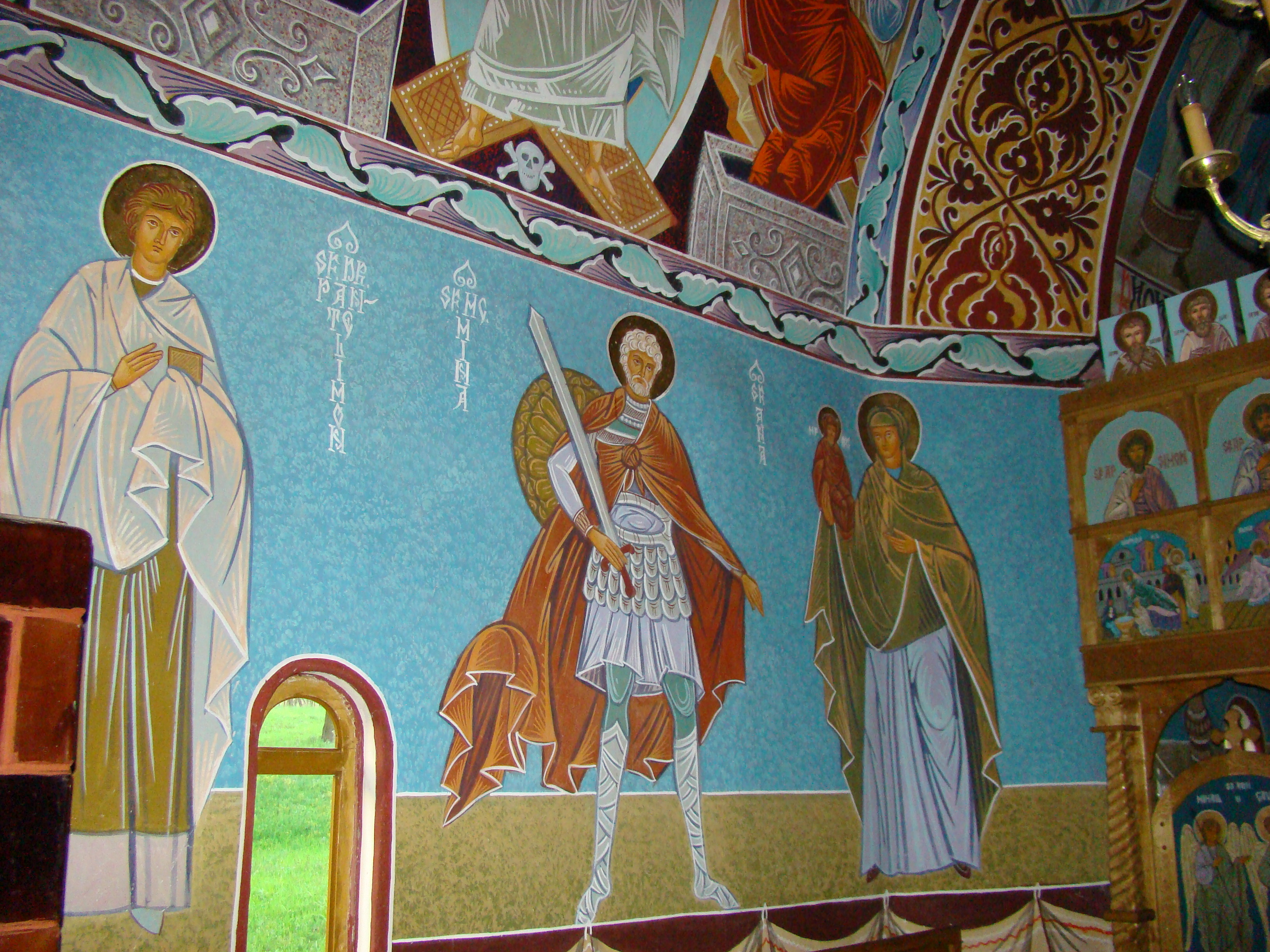
Pictură în stanga iconostasului
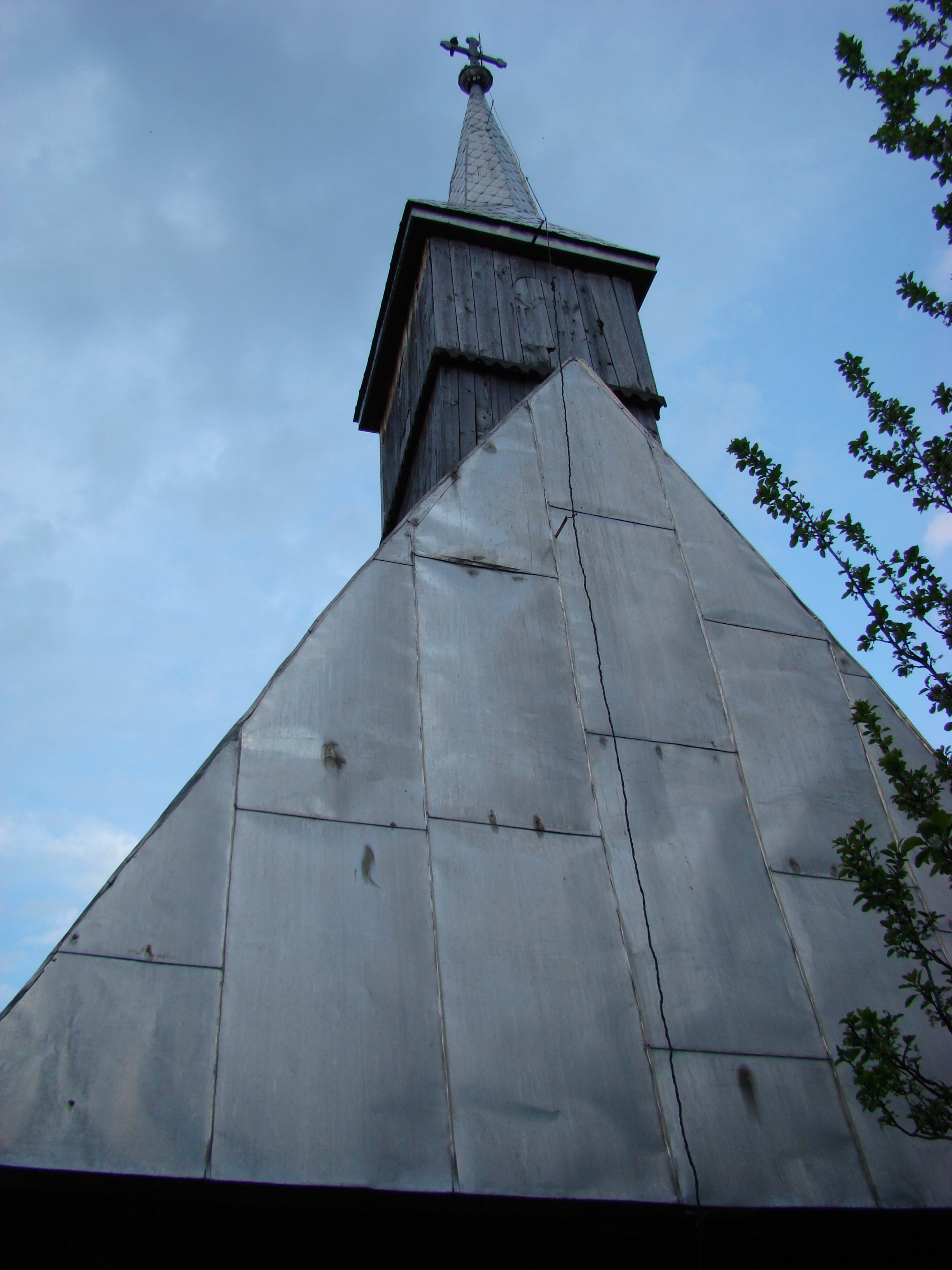
Acoperişul şi turnul bisericii
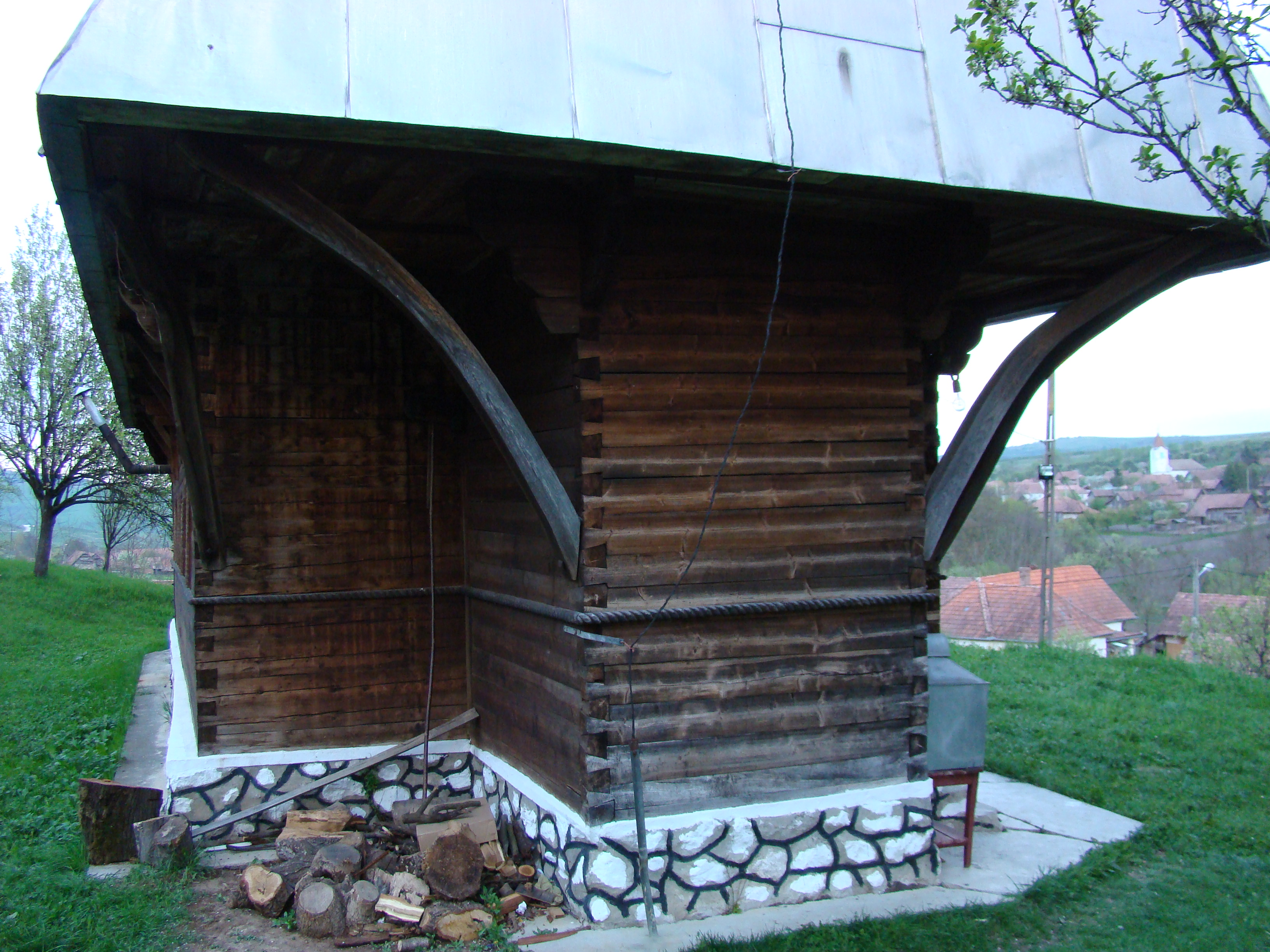
Detaliu de construcţie
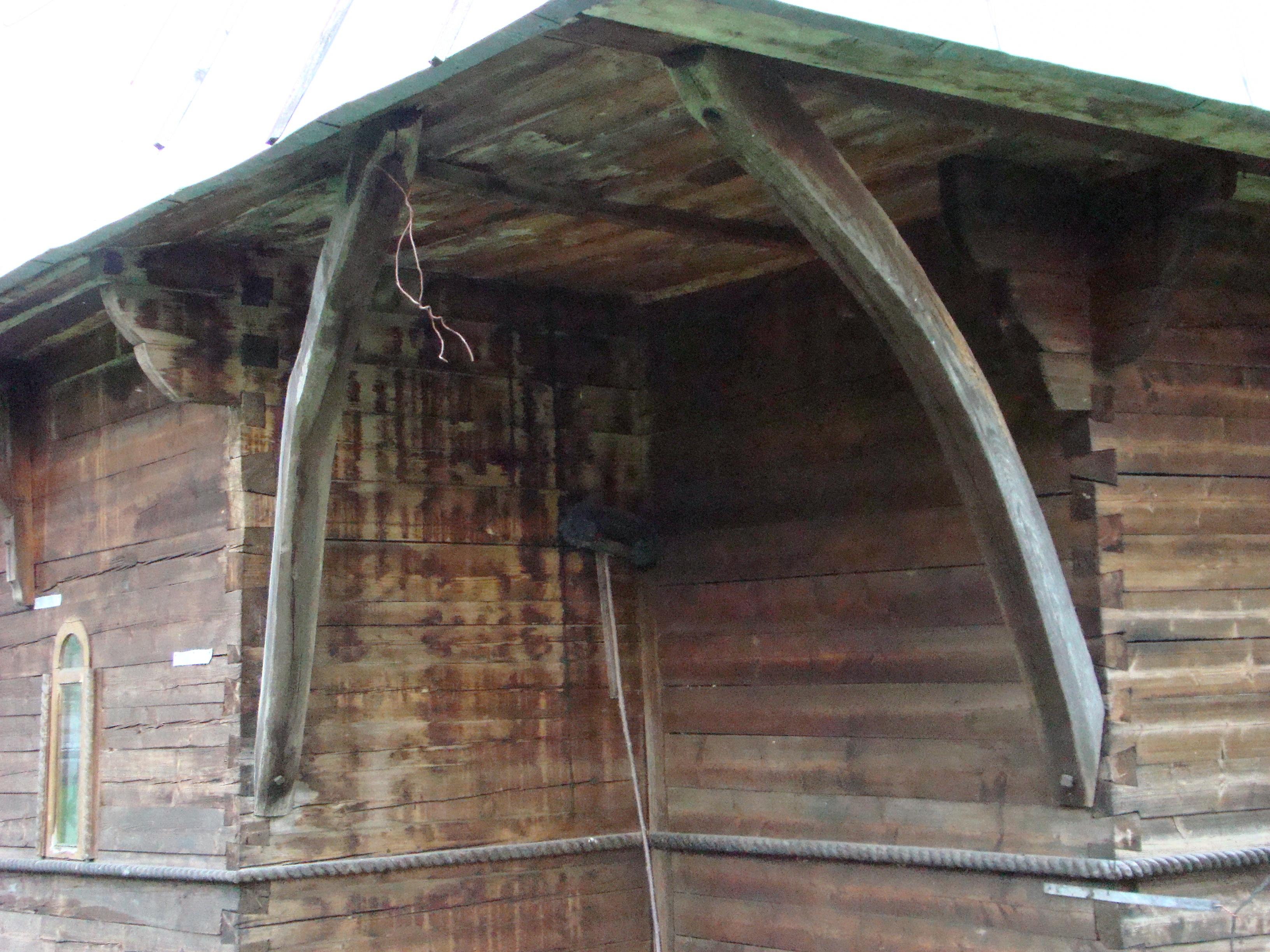
Console
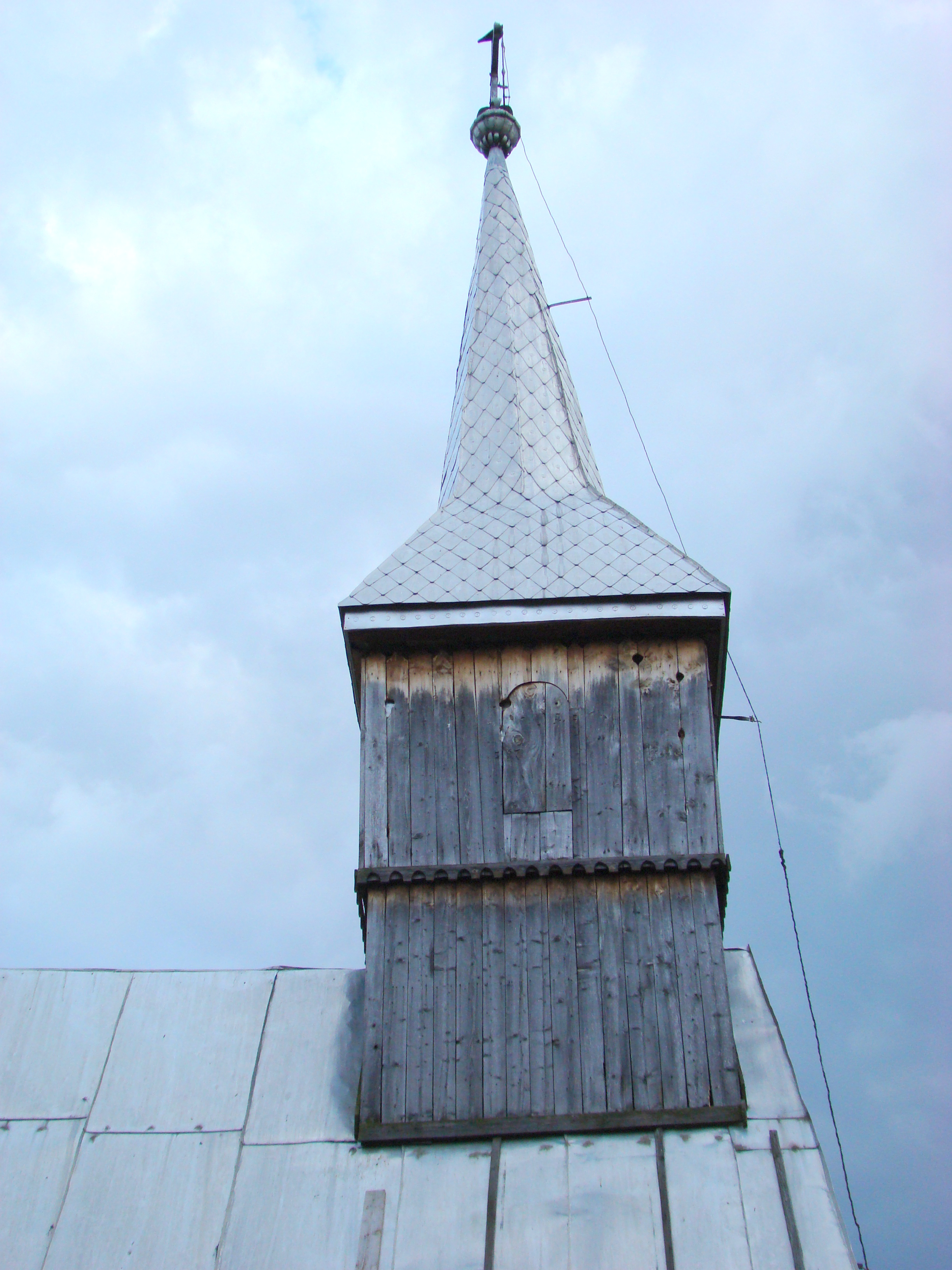
Turnul bisericii
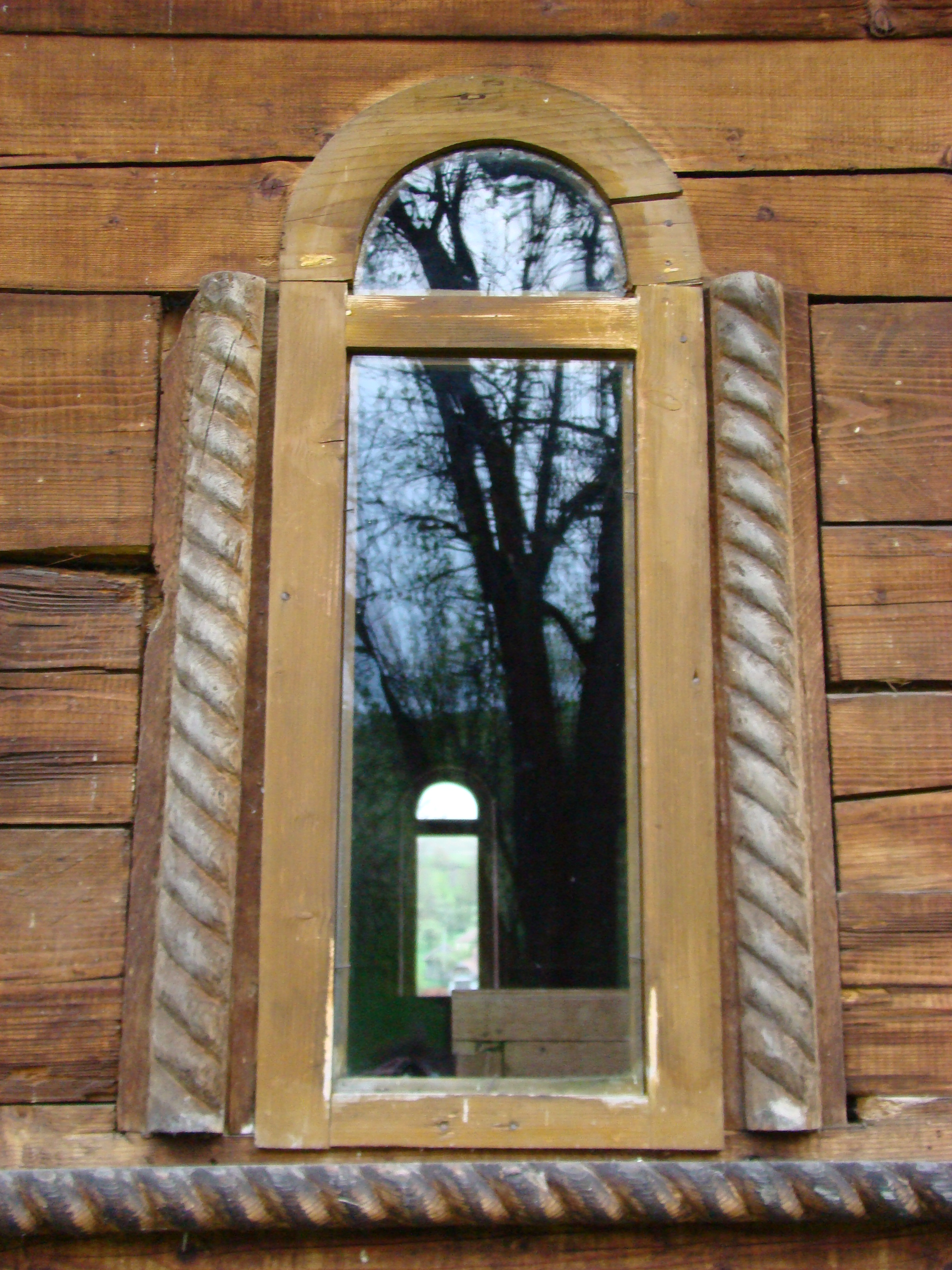
Fereastră
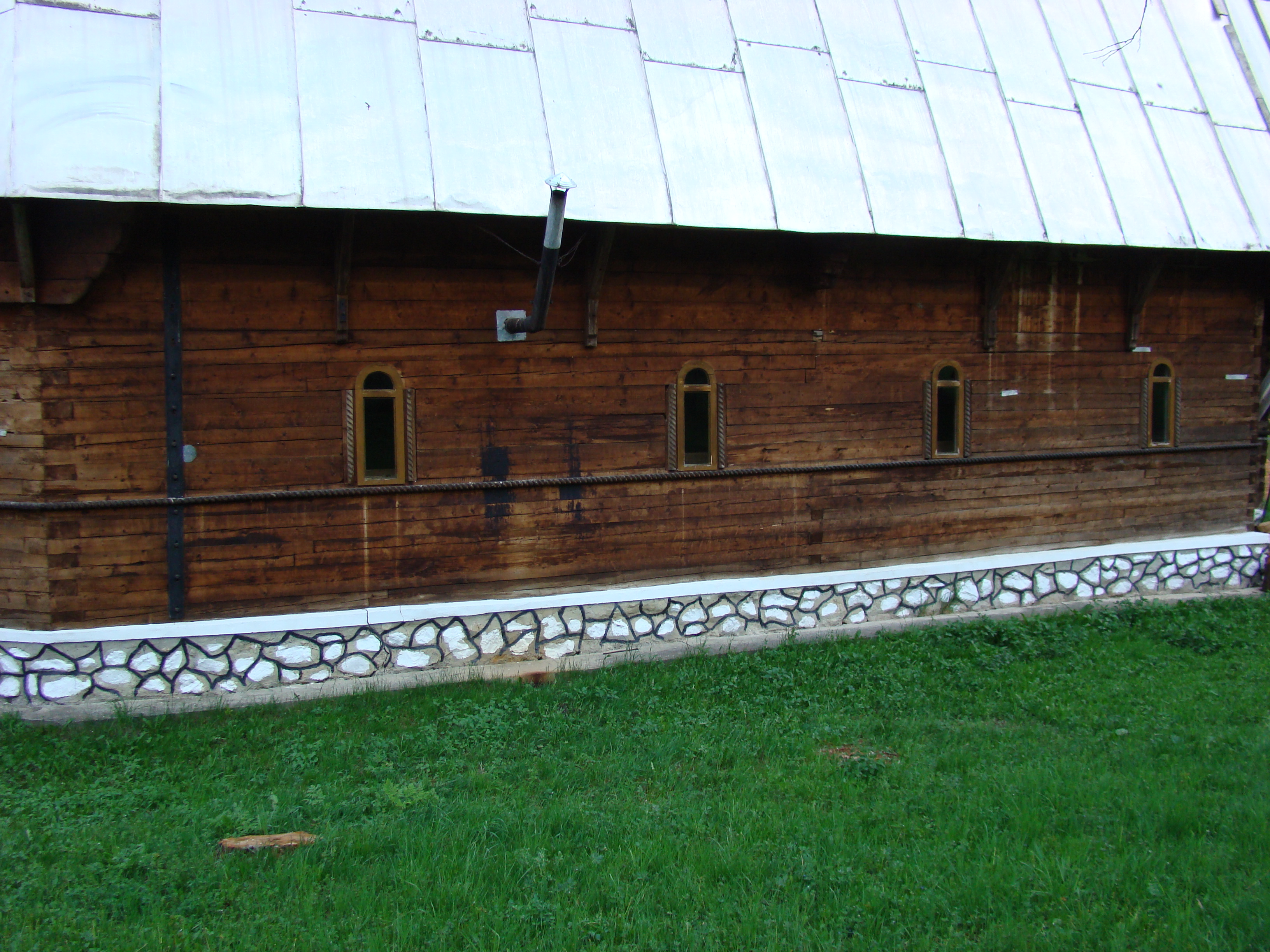
Peretele bisericii
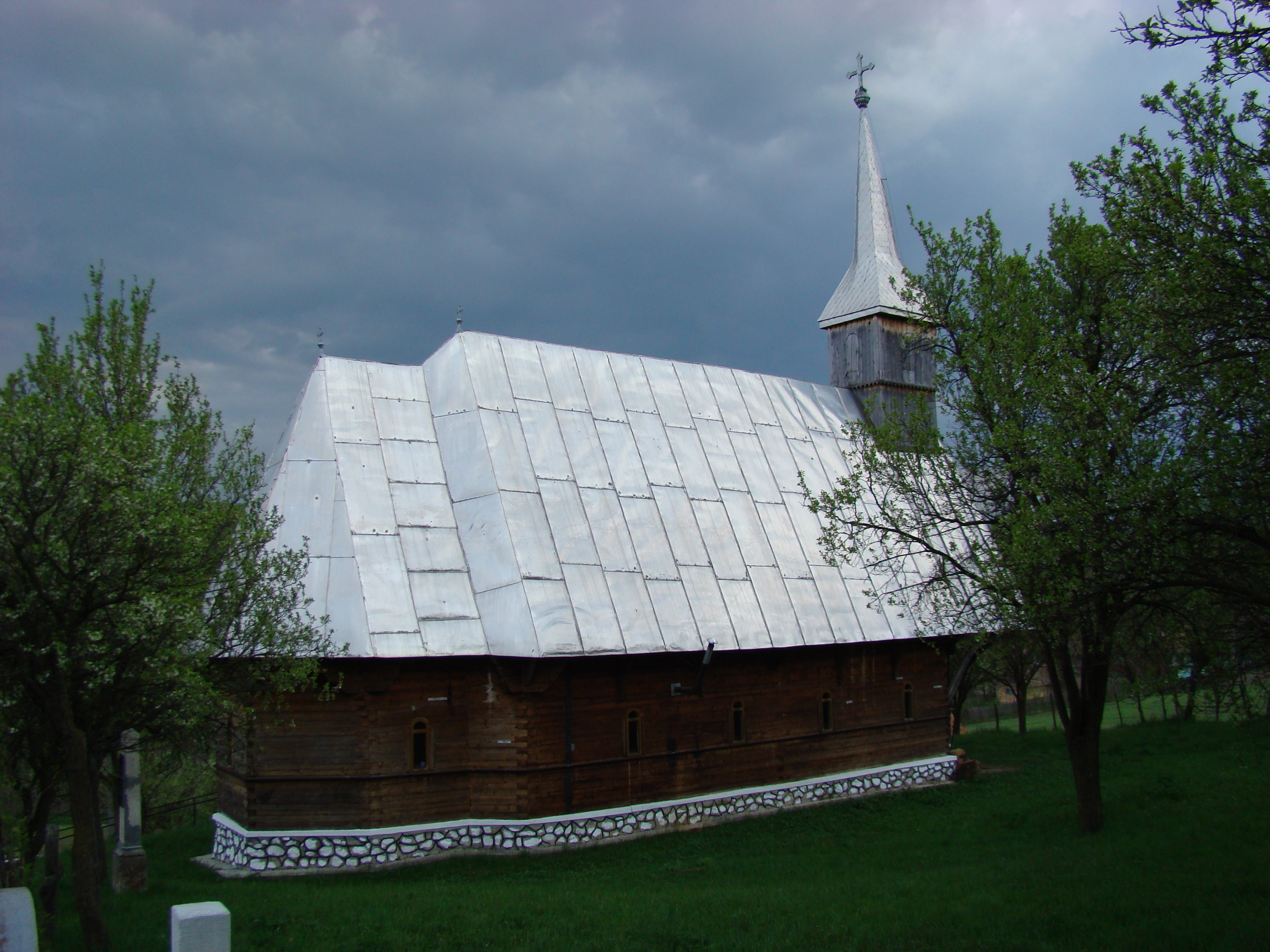
Vedere laterală nordică
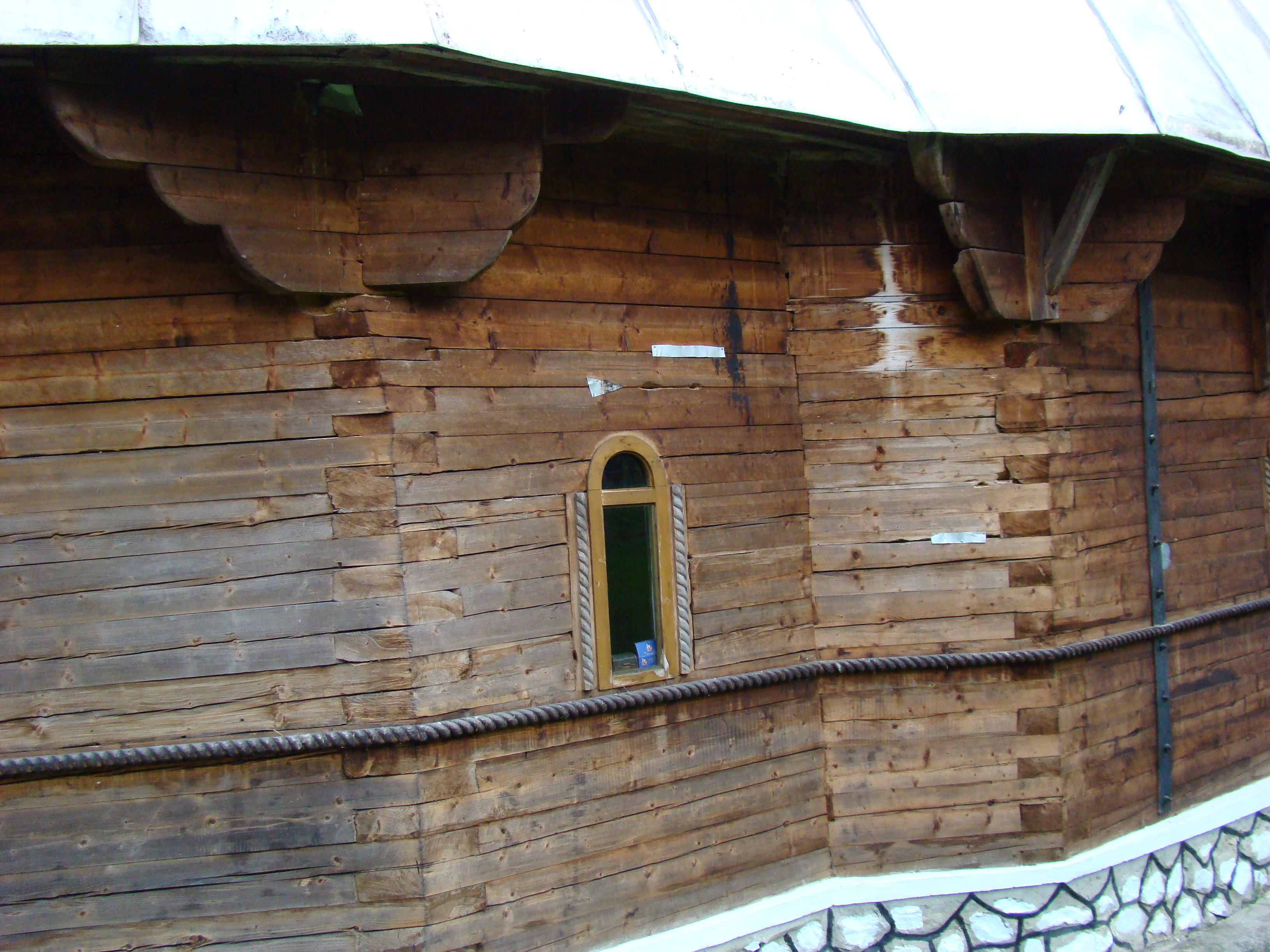
Decroşul absidei altarului
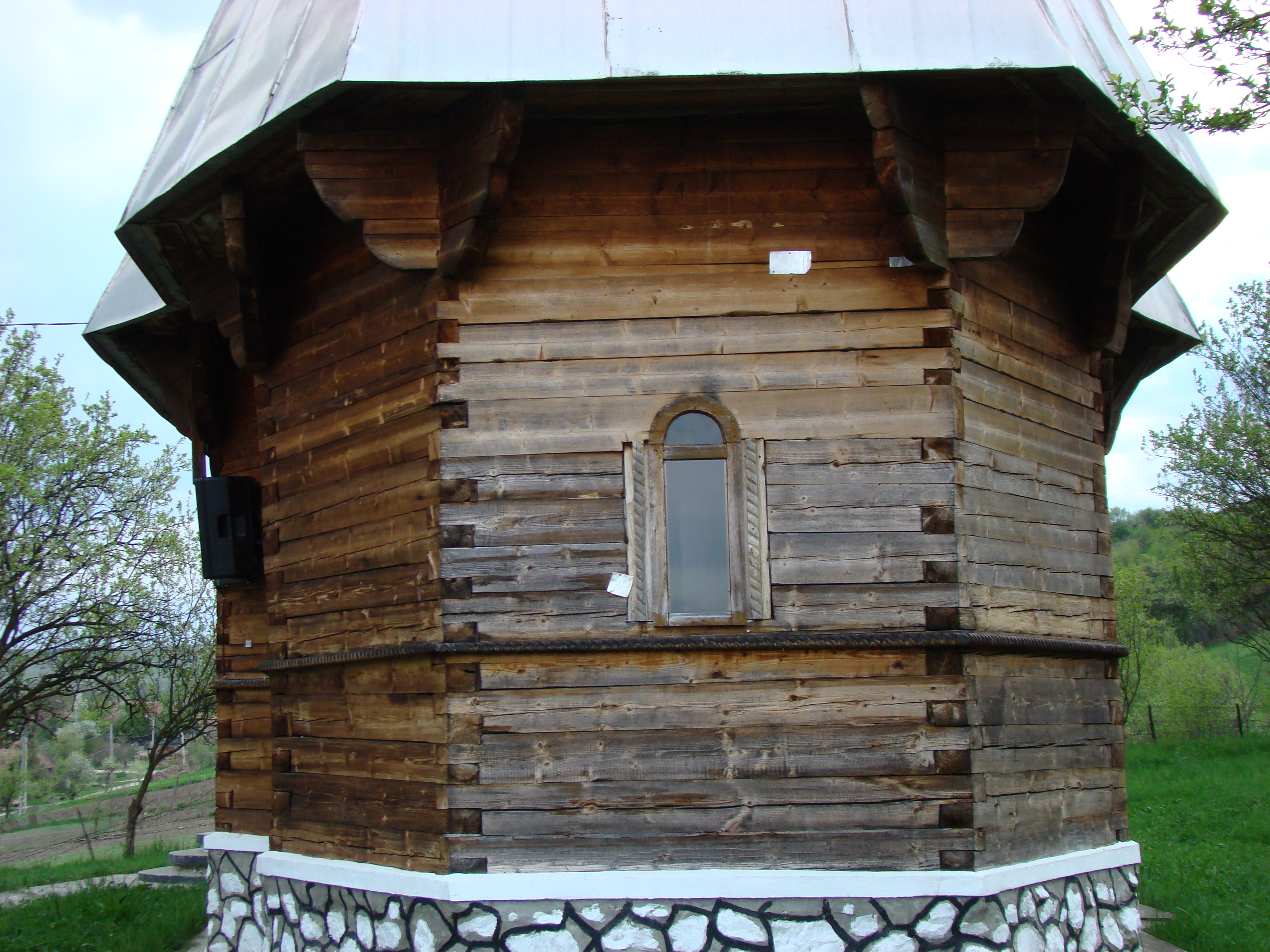
Absida altarului
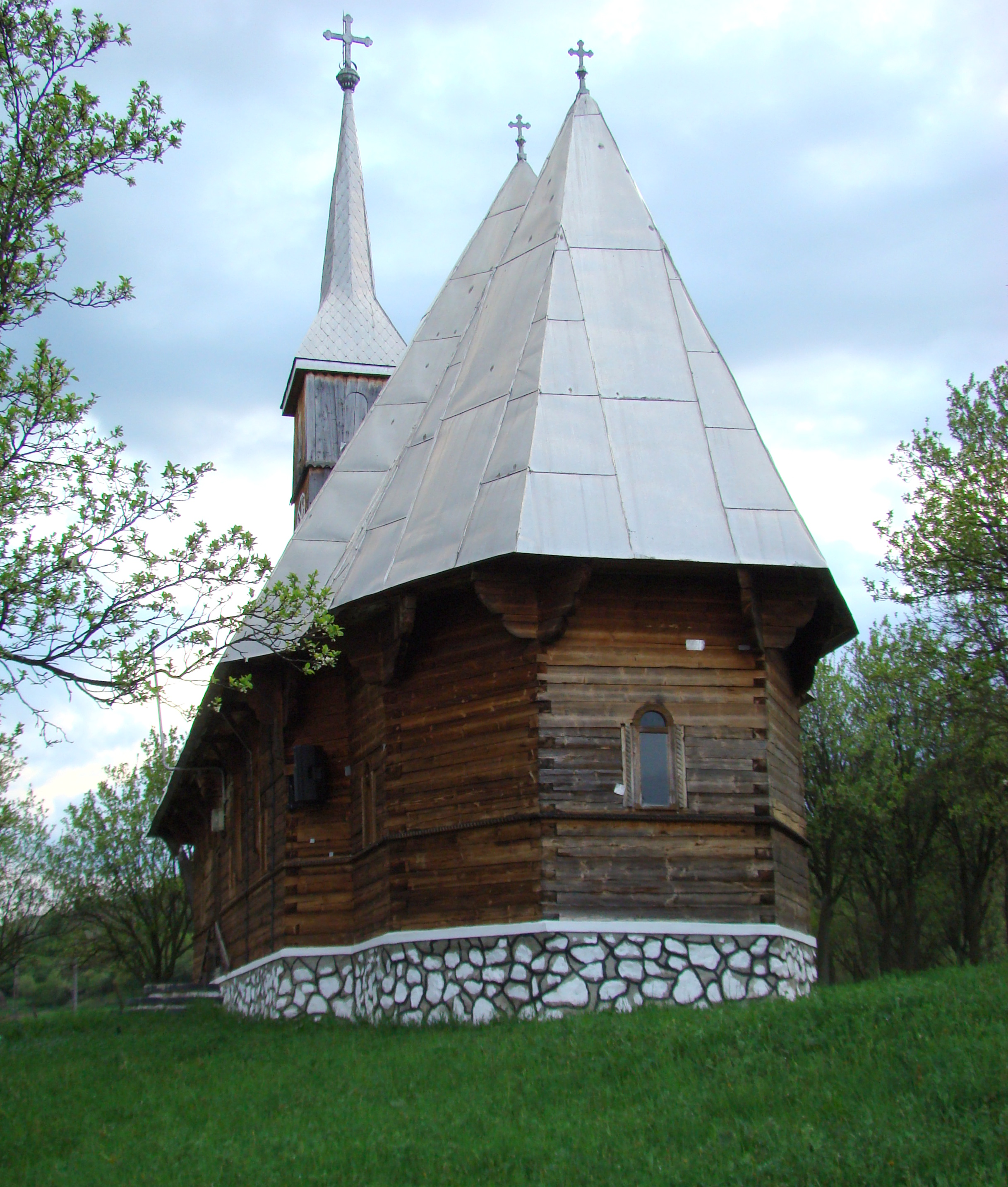
Vedere de ansamblu
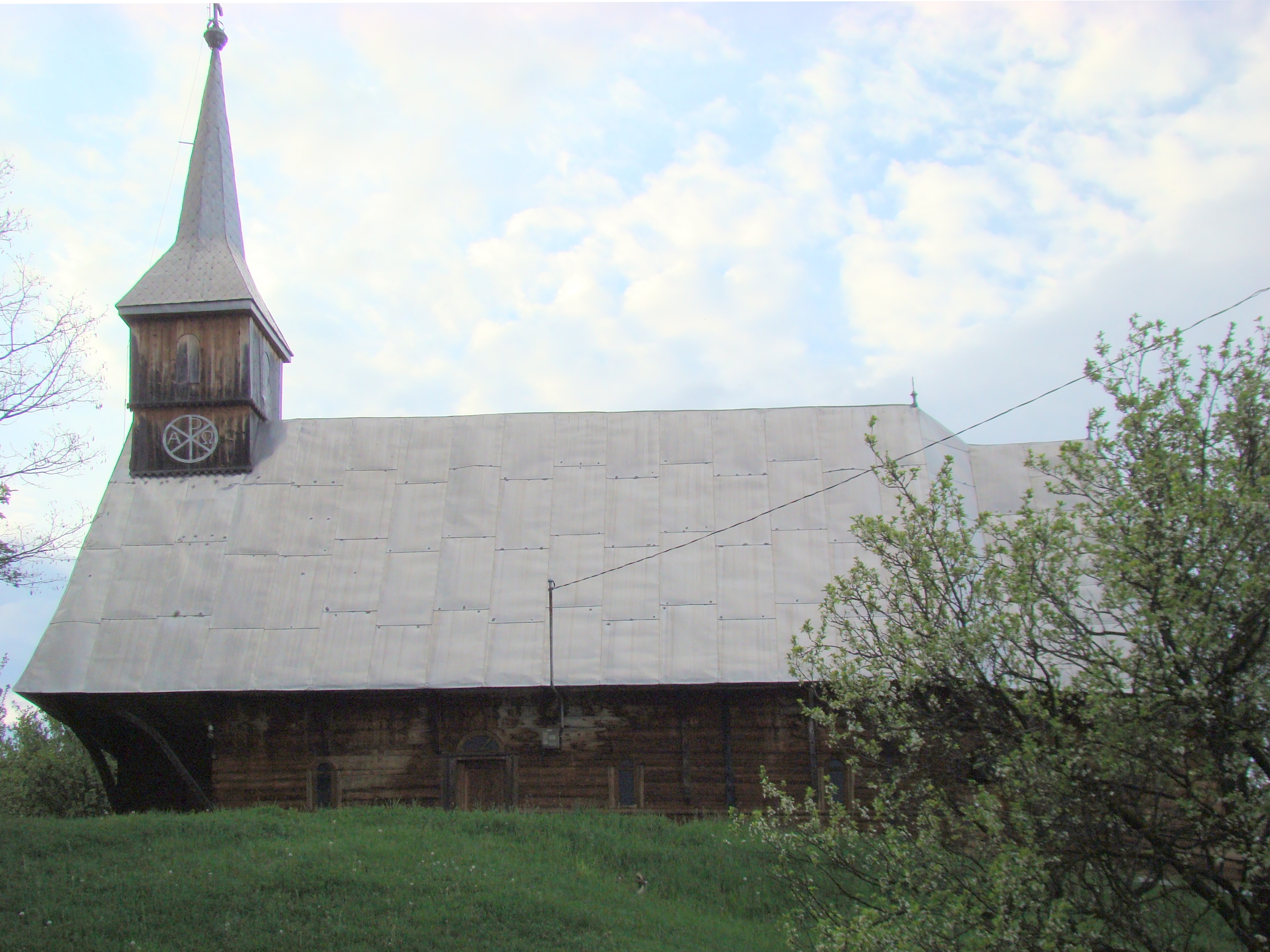
Vedere laterală sudică